# Église Saint-Martin de Meudon
L'église Saint-Martin est l'ancienne église paroissiale de la commune de Meudon. Elle est située rue de la République.
Cette église (ses deux sacristies incluses) fait l’objet d’un classement au titre des monuments historiques depuis le 12 avril 1996.

## Histoire
Mentionnée dès le XIIIe siècle, l'église paroissiale de Meudon a toujours été dédiée à Saint Martin. Un dessin de La Pointe nous donne un aperçu de l'aspect de l'église vers 1585. Le chœur, soutenu par des arcs-boutants, a été reconstruit entre 1540 et 1580. La nef, plus basse que le chœur, comporte alors deux bas-côtés, un petit clocher pointu, et un porche en charpente où se réunissent les habitants en assemblée. Elle est reconstruite en 1682, contrairement aux chœur et aux deux chapelles contiguës à gauche, dont les fenêtres en anse de panier ont été privées de leurs remplages ; l'une d'elles ayant été aveuglée. Toujours plus basse que le chœur, la nef compte désormais quatre travées. Une façade d'ordonnance classique remplace l'ancien porche de bois, sur le côté occidental. Cette façade est modifiée au XIXe siècle, puis restaurée en 1985. Le clocher est édifié sous sa forme actuelle en 1709. Durant la seconde moitié du XXe siècle, puis début XXIe siècle, des restaurations importantes sont menées tant à l'extérieur qu'à l'intérieur de l'édifice. En 2013 l'orgue installé en 1864 par les établissements Barker et Verschneider a été restauré par la commune et par les paroissiens.

L'église est inscrite à l'inventaire supplémentaire des monuments historiques, en 1969, puis classée monument historique en 1996.

## Curiosités
L'intérieur de ce bâtiment renferma de nombreux tableaux intéressants, notamment, le Christ en croix, peinture sur bois du XVIe siècle, ou encore l'Abjuration de Henri IV, curieux tableau du temps de Louis XIII (aujourd'hui conservés au Musée d'art et d'histoire de Meudon)

François Rabelais devient titulaire de la cure de Meudon en 1551, mais il n'existe aucune preuve qu'il y ait jamais rempli ses fonctions. Il en abandonne la charge en janvier 1553, peu avant sa mort.

## Pour approfondir